# あなご飯

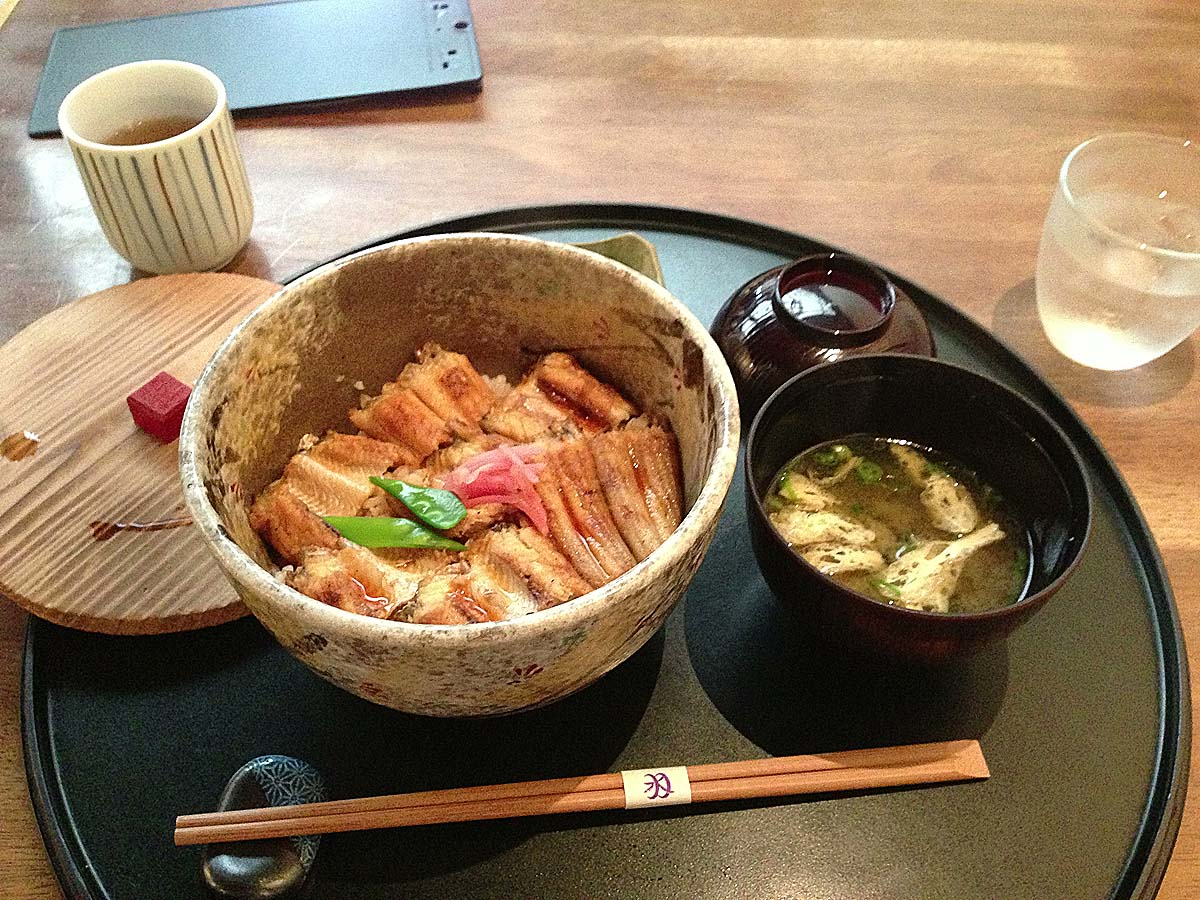
あなご飯

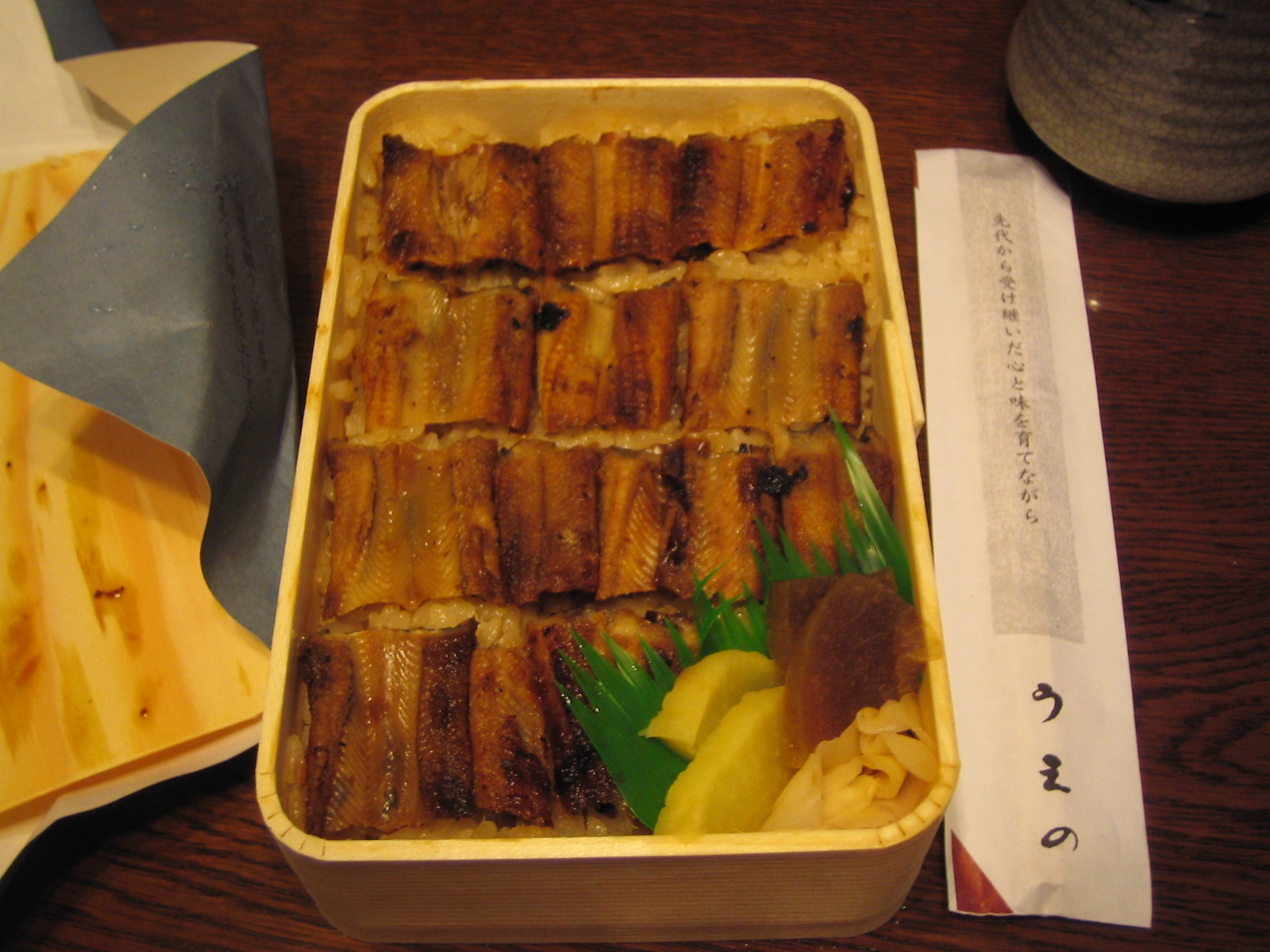
「うえの」の「穴子飯」弁当

あなご飯（あなごめし、穴子飯、穴子めし）は、広島県宮島口を発祥とする郷土料理。牡蠣と並ぶ「宮島2大グルメ」などと紹介されることもある厳島（宮島）の代表的ご当地グルメ。

## 歴史
安芸の宮島周辺の海ではあなごがよく取れ、古くからあなごが食されてきた。宮島周辺は瀬戸内海でも潮流が速いため、風味、柔らかさに優れ、脂も乗ることから「瀬戸のアナゴ」として珍重されていた。江戸時代1825年（文政8年）編纂の安芸国広島藩の地誌『芸藩通志』でも「阿奈吾（アナゴ）」をメバルやキスとともに「皆当島邊（あたり）の産、味佳（か）なりとす」と伝える記述がある。明治の中頃、宮島でお米の商いをしていた上野他人吉が、宮島への玄関口・宮島口の駅前参道に茶店を開業。他人吉が、地元の漁師を中心に食べられていた「あなごどんぶり」をヒントに「白飯をあなごのアラで炊きこんだ醤油味飯」を考案し、これがコクがあると評判を呼んだ。山陽鉄道宮嶋駅（現・宮島口駅）が1897年（明治30）年に開通したことから、他人吉は宮嶋駅で駅売弁当を販売する事を考え、醤油味飯に穴子をびっしりと敷き詰めた「あなごめし」を山陽鉄道開通4年後の1901年（明治34年）に、宮島口駅でこれを駅弁として発売した。これがあなご飯の始まりである。以来、山陽本線で評判をとり、昭和30年代には、観光や修学旅行のバスが宮島口に何十台も訪れるようになり「バス弁」としても有名になった。当時、バスにお弁当を積み込む姿をNHKが取材し、その様子が放送された翌年には、宮島を中心に他店でもあなご飯を販売するようになり、広島名物として有名になっていった。今日では宮島名物として、宮島参拝客の食事や土産物として全国に広く知られている。あなご飯を提供する店は2017年現在、宮島口で4軒、宮島に12軒あり、それぞれの店により味は異なる。あなごは延縄漁や筒漁などで捕獲される。
元祖「あなごめしうえの」では駅弁の種類を増やさず、「穴子飯」弁当一本で商売を行っている事で知られる。1901年の発売時からその姿を変えていないとされる。かつては地元地御前で、網でなく一本釣りで釣れた穴子だけを直接漁師から買い付けていた。同店の「あなごめし弁当」は、駅弁日本一に輝いたこともあり、各地の駅弁大会に出品すると目玉企画扱いされるという。「あなごめし弁当」は、宮島口駅のほかに広島駅、三原駅、岡山駅、高松駅、今治駅の姫路駅でも販売実績がある。姫路駅では、明治21年創業の「まねき食品」でも駅弁「あなごめし」を昭和の頃から販売している。

## 栄養価など
- ビタミンAが多く含まれており、夏バテ防止や疲れ目などによく効く[9]。見た目はウナギに似ているが、味はさっぱりとしている[9]。

## 食べ方など
- アナゴの旬は1月中旬と夏。特に1月中旬のものが最高と言われている。
- 瀬戸内のアナゴを蒲焼き（地域によっては煮穴子で提供する店舗もある）にし、「うな丼」のように盛りつけて食べる。

## 作り方
- まず、アナゴをウナギと同様に背開きにして、中骨、頭、尾、ひれを取って捌く[出典 16]。
- 金串に刺して白焼きにした後、砂糖、醤油、みりん、日本酒を煮詰めた甘辛いたれを塗り、照りが出るまで焼く（地域によっては捌いた後に、甘辛いたれで煮る煮穴子で提供する店舗もある。また、煮穴子を炙った炙りとして提供する店舗もある。）[9]。
- 途中、何度もたれを塗りながら焼き、3cm程度に切る。
- 飯は、たれを少し加えて炊きあげ、丼によそい、焼き上げたアナゴを載せれば出来上がり。飯にアナゴを混ぜ込む作り方もある[9]。
- 生姜の甘酢漬けを添えるところもある。